# Iranotelmatoscopus hajiabadi
Iranotelmatoscopus hajiabadi är en tvåvingeart som beskrevs av Jezek 1987. Iranotelmatoscopus hajiabadi ingår i släktet Iranotelmatoscopus och familjen fjärilsmyggor.
Artens utbredningsområde är Iran. Inga underarter finns listade i Catalogue of Life.